# گل جاوید
گل جاوید (نام علمی: Xerochrysum bracteatum) مترادف با (نام علمی: Bracteatha bracteata) یکی از گیاهان گلدار از خانواده کاسنیان و بومی کشور استرالیا است. گیاهی یکساله است. گل‌ها در این گیاه از همان ابتدای باز شدن غنچه خشک هستند و اگر در هر مرحله رشد تا قبل از باز شدن کامل و نمایان شدن مرکز زردرنگ آن، چیده شوند و به حالت وارونه در مکانی تاریک، آویزان شوند به همان حالت خشک می‌شوند و حالت طبیعی خود را حفظ می‌کنند از این رو به آن (به انگلیسی: Ever Lasting Flower) یعنی گل جاودان می‌گویند. این گل از بهترین گل‌های خشک محسوب می‌شود و در تهیه سبدهای گل خشک از آن استفاده می‌شود. گل‌ها در انواع رنگ‌های زرد، سفید، قرمز، صورتی، نارنجی دیده می‌شوند. دورهٔ گلدهی این گیاه از اواخر بهار تا اوائل پاییز می‌باشد، نیاز به آفتاب کامل دارد و تکثیر آن از طریق کاشت بذر است.